# Eois multiplicata
Eois multiplicata är en fjärilsart som beskrevs av Walker 1861. Eois multiplicata ingår i släktet Eois och familjen mätare. Inga underarter finns listade i Catalogue of Life.